# 김민종 라이브 베스트 Dreams Come True
김민종 라이브 베스트 Dreams Come True(1994년)는 92년과 93년에 있었던 김민종의 단독 콘서트 음원을 모아서 첫 출시한 라이브 베스트 앨범으로서 1994년에 1차 발매, 1997년에 2차 발매를 했었다.

## 트랙
1. 내가 알고 있는 미소(93년.2집.6번째 트랙)
2. 흔들리는 사람들(92년.1집.5번째 트랙)
3. 마지막 선물(93년.2집.3번째 트랙)
4. 작은 짝사랑
5. 사랑으로(93년.7번째 트랙)
6. 비(93년.2집.8번째 트랙)
7. 투유(92년.1집.4번째 트랙)
8. 너만을 느끼며(92년.더블루 1집.첫번째 트랙이자,타이틀곡.김민종 솔로버전)
9. 생각 없는 시계 바늘(93년.2집.9번째 트랙)
10. 낡은 테잎 속엔(93년.2집.4번째 트랙)
11. 또 다른 만남을 위해(92년.1집.첫번째 트랙.타이틀곡이자,가수 데뷔곡)
12. 변하지 않는 세상(93년.2집.10번째 트랙)
13. 나를 위해(92년.더블루.1집.2번째 트랙.김민종 솔로버전,영화.오렌지 나라의 주제곡)
14. 나를 찾아서(93년.2집.2번째 트랙)
15. 하늘 아래서(93년.2집.첫번째 트랙이자,타이틀곡)